# 도시법

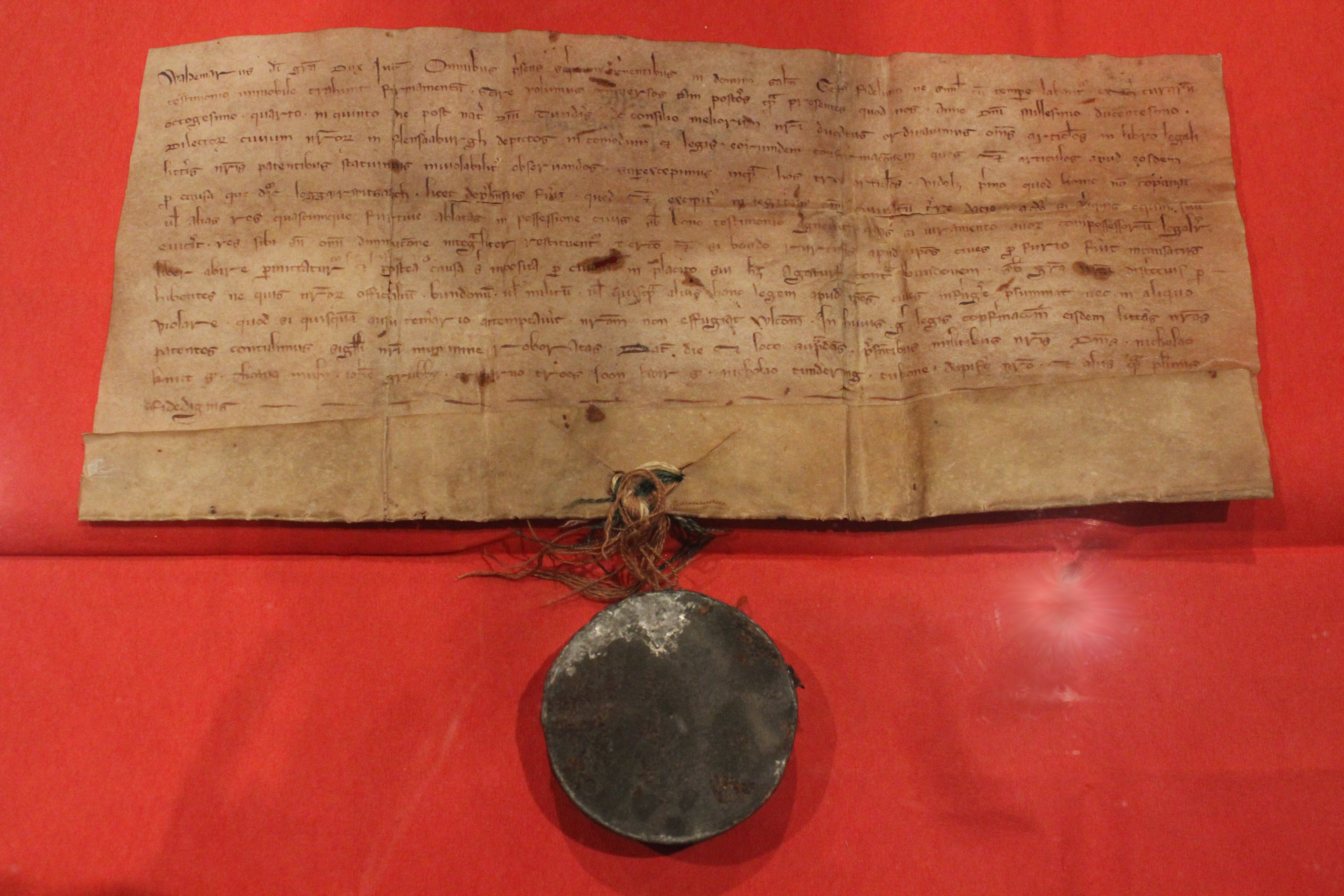
1284년 플렌스부르크 도시 헌장

도시법(都市法) 또는 도시 특권(都市 特權)은 중세 유럽에서 영주가 영지 간의 교역에 관한 권한, 길드 결성에 관한 권한을 명시한 법률이자 권한이다. 이들 권리를 부여한 마을은 이웃한 마을보다 많은 권한을 가진 "도시"로 명명되었으며 자치권, 과세권이 부여되었다.

## 같이 보기
- 마그데부르크법
- 제국자유도시